# Hermína Reusská
Hermína Reusská (17. prosince 1887 – 7. srpna 1947), ovdovělá kněžna Schönaich-Carolath, byla druhou manželkou Viléma II. Pruského, za kterého se provdala čtyři roky po jeho abdikaci.

## Dětství
Hermína se narodila jako páté dítě čtvrtá dcera Jindřicha XXII. Reusského a jeho manželky Idy ze Schaumburg-Lippe. Po matčině smrti vyrůstala u dvora Luisy Pruské, dcery císaře Viléma I., a jejího manžela Fridricha I. Bádenského. Stejně jako Hermínin otec byla i Luisa neúprosným nepřítelem knížete von Bismarck.

## První manželství
Hermína se 7. ledna 1907 ve městě Greiz provdala za knížete Johana Jiřího Ludvíka Ferdinanda Augusta ze Schönaich-Carolath (11. září 1873 – 7. dubna 1920). Měli spolu pět dětí:
- Hans Jiří Jindřich Ludvík Fridrich Heřman Ferdinand ze Schönaich-Carolath (3. listopadu 1907 – 9. srpna 1943), oženil se s baronkou Sibylou von Zedlitz und Leipe, byl zabit v boji na Východní frontě během Druhé světové války.
- Jiří Vilém ze Schönaich-Carolath (16. března 1909 – 1. listopadu 1927), neoženil se.
- Hermína Karolína Vanda Ida Luisa Feodora Viktorie Augusta ze Schönaich-Carolath (nar. 9. května 1910), provdala se za Huga Herbert a Hartunga
- Ferdinand Johan Jiří Heřman Jindřich Ludvík Vilém Fridrich August ze Schönaich-Carolath (5. dubna 1913 – 17. října 1973), oženil se s Rose Rauchovou, pak s baronkou Margret von Seckendorff
- Henrieta Hermína Vanda Ida Luisa ze Schönaich-Carolath (25. listopadu 1918 – 16. března 1972), provdala se za vnuka Viléma II., Karla Františka Pruského (syn prince Jáchyma Pruského).

## Sňatek s excísařem Vilémem II.
V lednu 1922 poslal Hermínin syn přání k narozeninám vyhnanému německému císaři Vilémovi, který pak pozval chlapce a jeho matku do Huis Doorn. Vilém shledal Hermínu velmi přitažlivou a těšil se z její společnosti. Oba měli hodně společného, oba nedávno ovdověli: Hermína před rokem a půl a Vilém před devíti měsíci.
Na počátku roku 1922 se Vilém odhodlal ke sňatku s Hermínou. Navzdory stížnostem Vilémových monarchistických podporovatelů a námitkám jeho dětí, se 5. listopadu 1922 v Doornu 63letý Vilém a 34letá Hermína vzali. Podle všeho to bylo šťastné manželství. Hermínin první manžel byl také starší než ona, o čtrnáct let. Vilém a Hermína byli bratranec a sestřenice z 5. kolene, přes společného předka britského krále Jiřího II.
V roce 1927 Hermína napsala An Empress in Exile: My Days in Doorn. Zůstala stálou společnicí stárnoucího císaře až do jeho smrti v roce 1941. Děti spolu neměli.

## Pozdější život
Po Vilémově smrti se Hermína vrátila do Německa na statky svého prvního manžela. Během viselsko-oderské operace v roce 1945, utekla před postupující Rudou armádou na sestřiny statky v Durynsku. Po skočení druhé světové války byla držena v domácím vězení ve Frankfurtu nad Odrou v Sovětské okupační zóně Německa, a později uvězněna v internačním táboře Paulinenhof. 7. srpna 1947 náhle zemřela v malém bytě ve Frankfurtu na infarkt, zatímco byla pod přísným dohledem okupačních sil Rudé armády. Pohřbena byla v parku Sanssouci v Postupimi v Německé demokratické republice. O několik let dříve tam byli pohřbeni někteří členové císařské rodiny, včetně Vilémovy první manželky Augusty Viktorie Šlesvicko-Holštýnské.

## Tituly a oslovení
- 17. prosince 1887 – 7. ledna 1907: Její Jasnost princezna Hermína Reusská (Starší linie)
- 7. ledna 1907 – 9. listopadu 1922: Její Jasnost kněžna Hermína ze Schönaich-Carolath
- 9. listopadu 1922 – 4. června 1941: Její Císařské a Královské Veličenstvo německá císařovna a pruská královna (v době jejího manželství s Vilémem II. však už žádná německá říše neexistovala)
- 4. června 1941 – 7. srpna 1947: Její Císařské a Královské Veličenstvo německá císařovna a pruská královna vdova (v době jejího manželství s Vilémem II. však už žádná německá říše neexistovala)